# 新加坡公共服务学院
新加坡公共服務學院（英語： Civil Service College Singapore, CSC）是培育新加坡政府公務員的法定機構，隸屬總理公署公共服務組，成立於2001年10月。